# Яни, Павел Сергеевич
Павел Сергеевич Яни (род. 21 ноября 1961, Москва) ― советский и российский юрист, кандидат юридических наук (1995), доктор юридических наук (1997), профессор (2000). Почётный работник прокуратуры РФ.

## Биография
Родился Павел Сергеевич 21 ноября 1961 года в городе Москве. Павел Сергеевич Яни в 1984 году окончил с отличием Московский государственный университет. Работал  в органах прокуратуры: следователем районной прокуратуры, прокурором следственных управлений прокуратур города Москвы и Генеральной прокуратуры.
П. С. Яни в  1995 году защитил кандидатскую диссертацию по теме «Обеспечение прав потерпевшего в уголовном судопроизводстве» в Научно-исследовательском институте проблем укрепления законности и правопорядка при Генеральной прокуратуре Российской Федерации. Докторскую диссертацию по теме «Актуальные проблемы уголовной ответственности за экономические и должностные преступления» в том же НИИ Павел Сергеевич защитил в 1997 году.
1997 ― доктор юридических наук. Павлу Сергеевичу учёное звание ― профессор присвоено в 2000 году.
С 1997 года Павел Сергеевич Яни работал преподавателем в учебных учреждениях органов прокуратуры:  в Академии Генеральной прокуратуры РФ, Российском государственном университете правосудия, Московской академии Следственного комитета Российской Федерации.
В 1997 году Яни Павел Сергеевич основал журнал «Уголовное право», он является главным (научным) редактором этого журнала.
С 2011 года Яни П. С. работает профессором кафедры уголовного права и криминологии юридического факультета Московского государственного университета.
Павел Сергеевич Яни является автором около 300 научных трудов, читает доклады на конференциях.
В Московском государственном университете профессор Яни П. С. читает курсы: «Уголовное право», «Кража, мошенничество, присвоение и растрата, грабёж, разбой и другие преступления против собственности», «Квалификация преступлений против интересов службы», «Актуальные проблемы применения уголовного законодательства РФ об ответственности за преступления в сфере экономической деятельности: предпринимательские, налоговые и др.», «Квалификация преступлений в сфере экономической деятельности».

## Заслуги
- Почётный работник прокуратуры Российской Федерации
- Благодарность Правительства Российской Федерации (21 декабря 2024) — за заслуги в научно-исследовательской деятельности, развитии образования и многолетнюю плодотворную работу

## Область научных интересов
- Актуальные проблемы уголовной ответственности за преступления против собственности,

- Преступления в сфере экономической деятельности и служебные преступления.

## Членство в организациях
- Член научно-консультативных советов при Верховном Суде РФ и при Федеральной палате адвокатов,

- Главный (научный) редактор журнала «Уголовное право»,

- Член редколлегии журнала «Законность»,

- Член редакционного совета журнала «Вестник РПА».